# Río de La Plata (1898)
Río de la Plata byl chráněný křižník španělského námořnictva. Ve službě byl v letech 1900–1931. Za první světové války služil jako minonoska.

## Stavba

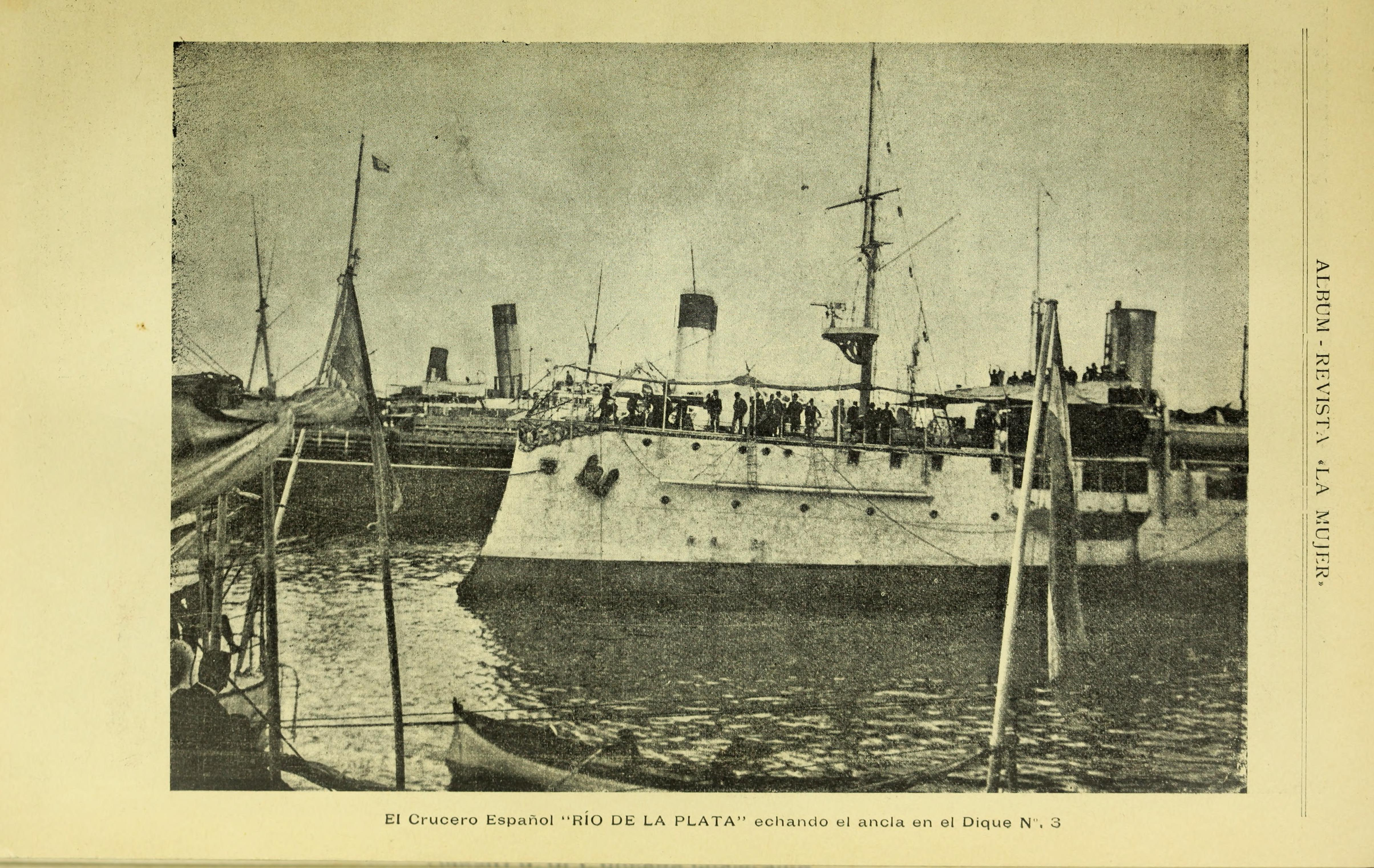
Extremadura

Malý dvoukomínový křižník byl určen pro službu ve španělských koloniích. Jeho stavba byla financována sbírkou mezi Španěly žijícími v Argentině a Uruguray. Postavila jej francouzská loděnice Normand v Le Havre. Kýl byl založen roku 1896. Křižník byl na vodu spuštěn 17. září 1898 a do služby byl přijat roku 1900.

## Konstrukce

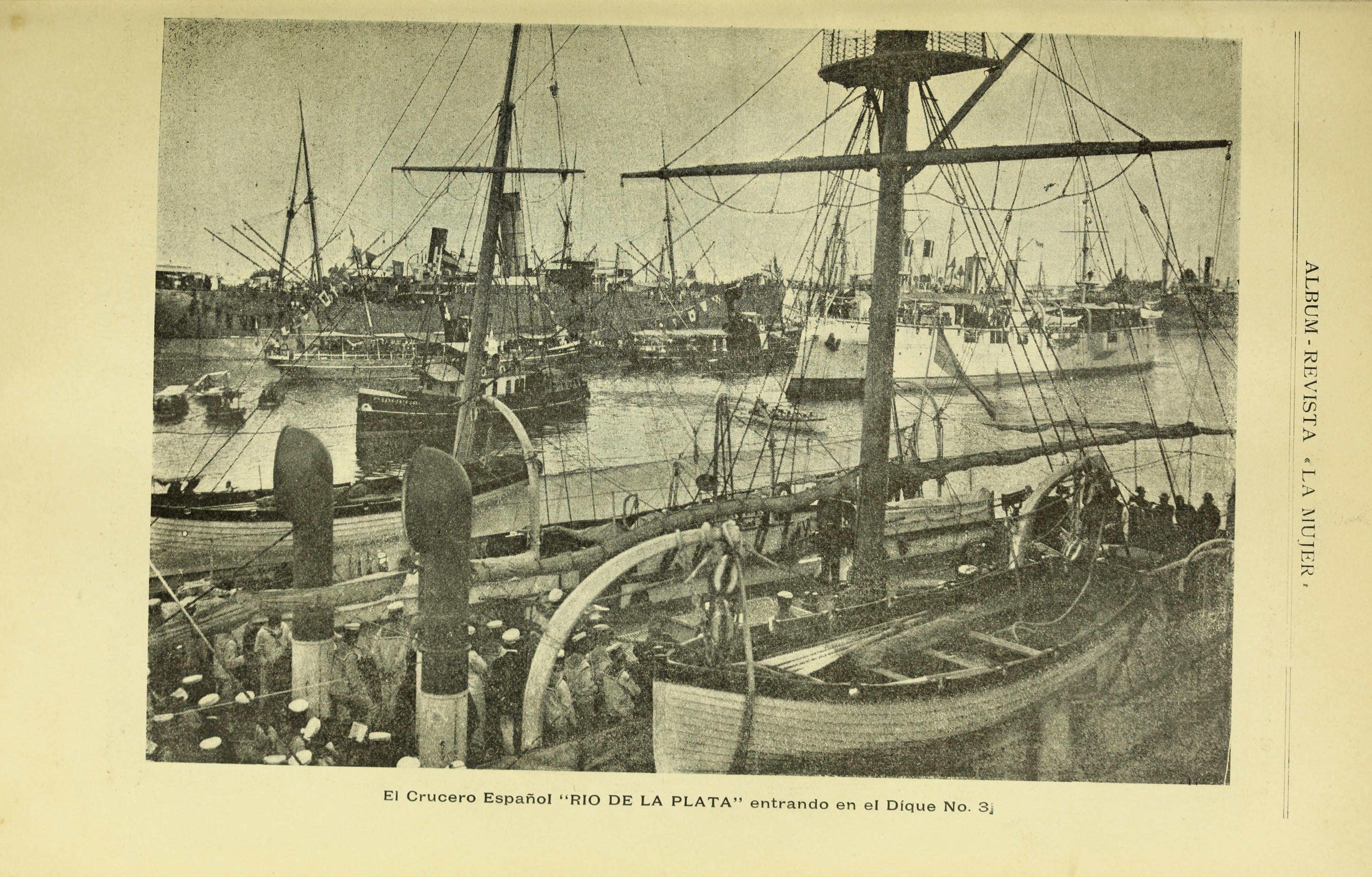
Extremadura

Hlavní výzbroj křižníku představovaly dva 140mm/43 kanóny Schneider-Canet a čtyři 100mm/56 kanóny García-Lomas. Doplňovalo je šest 57mm/42 kanónů Nordenfelt, dva 37mm/27 kanóny Maxim a dva 356mm torpédomety. Křižník chránila pouze 15mm pancéřová paluba s 20mm skloněnými konci. Pancéřována byla i velitelská věž. Pohonný systém tvořily čtyři kotle Normand-Sigaudy a dva parní stroje s trojnásobnou expanzí o výkonu 7100 hp, pohánějící dva lodní šrouby. Nejvyšší rychlost dosahovala 20 uzlů. Neseno bylo 270 tun uhlí. Dosah byl 3600 námořních mil při rychlosti 10 uzlů.

### Modifikace
Do začátku první světové války loď zastarala a byla přeměněna na minonosku. V roce 1920 byla vyzbrojena dvěma 140mm/43 kanóny Schneider-Canet a čtyřmi 105mm/32 kanóny Krupp M1897. Ve dvacátých letech byla tato výzbroj dále redukována na dva 105mm/32 kanóny Krupp M1897.